# Live in a Dive (Sick of It All)
Live in a Dive is een livealbum van de Amerikaanse punkband Sick of It All. Het album werd uitgegeven op 13 augustus 2002 en is het derde album uit de Live in a Dive-serie van het platenlabel Fat Wreck Chords. Het album is opgenomen tijdens een concert in november 2001 in de Bottom of the Hill, een concertzaal in San Francisco, Californië. De cd-versie van het album bevat videomateriaal en een interview van Fat Mike met Sick of It All.

## Nummers
1. "Good Lookin' Out" - 2:14
2. "Call to Arms" - 1:45
3. "Blown Away" - 2:37
4. "Built to Last" - 1:53
5. "Just Look Around" - 2:43
6. "Let Go" - 1:09
7. "Us Vs. Them" - 3:07
8. "The Bland Within" - 2:39
9. "Disco Sucks Fuck Everything" - 2:11
10. "Injustice System!" - 1:46
11. "Potential for a Fall" - 2:45
12. "Scratch the Surface" - 2:39
13. "America" - 2:22
14. "Straight Ahead" - 2:19
15. "Rat Pack" - 2:01
16. "Sanctuary" - 1:49
17. "My Life" - 0:55
18. "Busted" - 1:30
19. "Maladjusted" - 2:56
20. "Goatless" - 1:29
21. "Friends Like You" - 1:41
22. "Clobberin' Time" - 0:53
23. "Step Down" - 3:29
24. "Bullshit Justice" - 2:10 (alleen op de lp-versie)

## Band
- Lou Koller - zang
- Pete Koller - gitaar
- Craig Setari - basgitaar
- Armand Majidi - drums